# Hrubá Vrbka
Pour les articles homonymes, voir Vrbka.
Hrubá Vrbka (en allemand : Gross Wrbka) est une commune du district de Hodonín, dans la région de Moravie-du-Sud, en Tchéquie. Sa population s'élevait à 638 habitants en 2020.

## Géographie
Hrubá Vrbka se trouve à 12 km au sud-est de Veselí nad Moravou, à 26 km à l'est-nord-est de Hodonín, à 73 km à l'est-sud-est de Brno et à 258 km à l'est-sud-est de Prague.
La commune est limitée par Hroznová Lhota, Tasov, Malá Vrbka et Lipov au nord, par Velká nad Veličkou et Kuželov à l'est, par la Slovaquie au sud, et par Tvarožná Lhota et Kněždub à l'ouest.

## Histoire
La première mention écrite du village date de 1360.

## Source
- (cs) Cet article est partiellement ou en totalité issu de l’article de Wikipédia en tchèque intitulé « Hrubá Vrbka » (voir la liste des auteurs).